# NGC 3779
NGC 3779 est une galaxie spirale barrée (intermédiaire ?) située dans la constellation de la Coupe. NGC 3779 a été découverte par l'astronome britannique Andrew Ainslie Common en 1880. Cette galaxie a aussi été observée par l'astronome américain Frank Müller le 14 février 1888 et elle a été inscrite à l'Index Catalogue sous la cote IC 717.

## Caractéristiques
La classe de luminosité de NGC 3779 est IV et elle présente une large raie HI.

### Distance
Sa vitesse par rapport au fond diffus cosmologique est de 2 054 ± 27 km/s, ce qui correspond à une distance de Hubble de 30,3 ± 2,2 Mpc (∼98,8 millions d'al).

### Brillance de surface
En raison d'une brillance de surface égale à 14,50 mag/am2, on peut qualifier NGC 3779 de galaxie à faible brillance de surface (LSB en anglais pour low surface brightness). Les galaxies LSB sont des galaxies diffuses (D) avec une brillance de surface inférieure de moins d'une magnitude à celle du ciel nocturne ambiant.

## Groupe de MCG -2-30-14
La galaxie NGC 3779 fait partie d'un petit groupe d'au moins cinq galaxies, le groupe de MCG -2-30-14. Les trois autres galaxies du groupe sont NGC 3732, NGC 3892 et MCG -2-30-27.